# Ємці (Миргородський район)
Ємці́ —  село в Україні, у Миргородській міській громаді Миргородського району Полтавської області. Населення становить 31 осіб. Колишній орган місцевого самоврядування — Ярмаківська сільська рада.

## Географія
Село Ємці знаходиться на відстані 0,5 км від села Осове. До села примикає невеликий лісовий масив урочище Кошарище. По селу протікає пересихаючий струмок з загатою.